# Малая площадь (Турку)
Малая пло́щадь Ту́рку (фин. Vähätori, швед. Lilltorget) — историческая площадь Турку, расположенная в VI районе центрального округа, на западном берегу реки Аурайоки.
Длина площади 40 метров и ширина — 30 метров.

## История
Площадь была запланирована в генеральном плане развития города Турку, составленном Карлом Энгелем в 1828 году, после опустошительного пожара. Архитектором было предложено название «Треугольная площадь» (швед. Trekantiga torg), но проект не был реализован.
В 2009—2010 годах площадь была реконструирована, в связи с чем половина средств на благоустройство получена из Европейского фонда регионального развития.
Ансамбль площади венчает историческое здание городской библиотеки с фонтаном Львов, пожертвованном городу в 1924 году Густавом Петрелиусом (дизайнеры Гуннар Финне и Армас Линдгрен) и реконструированном в 2010 году.